# Tendances (album)
Albums de Sheila
Sheila au Zénith 85
(1985) Je suis venue te dire que je m'en vais - Sheila live à l'Olympia 89
(1989)
Singles
1. Pour te retrouver
Sortie : septembre 1988
2. Fragile
Sortie : décembre 1988
3. Partir
Sortie : mars 1989
4. Le tam-tam du vent
Sortie : juillet 1989

Tendances est un album studio de Sheila sorti en 1988 en LP 33 tours, en cassette audio et en CD (pour la première fois de la carrière de Sheila).
Les photos de la pochette de cet album sont de Emmanuel Bovet. La conception de la pochette a été réalisée par Antonietti, Pascault & Associés.
Le titre Le tam-tam du vent, sous sa nouvelle version réenregistrée en juin 1989, se classe au Top 50 à partir du 21/10/1989 pour 3 semaines.

## Liste des titres
1. Le tam-tam du vent
2. Pour te retrouver
3. Fragile
4. Le dieu de Murphy
5. Okinawa
6. Partir
7. Donnant donnant
8. Mr Vincent
9. Mexico
10. Le vieil homme et la mer

Titre en bonus sur la réédition en CD de 2006 :
1. Le tam-tam du vent (nouvelle version réenregistrée en juin 1989).

## Album
- Studio d'enregistrement : Feucherolles
- Réalisation :
- Mixage : Dominique Blanc-Francard / studio Plus
- Gravure : Christian Orsini / Translab

## Production
- Édition Album original :
  - 33 tours / LP Stéréo  Phonogram 836533.1 sorti en 1988
  - Cassette audio  Phonogram 836533.4 sortie en 1988
  - CD  Phonogram 836533.2, date de sortie : 1988.

- Réédition de l'album :
  - CD  Warner Music 11264627 en 2006.
  - 33 tours / LP Stéréo  (édition picture disc) Warner Music sorti 2017.
  - CD  Warner 0190295794019, inclus dans Le Coffret essentiel Vol. 2 (Les Années New Chance). date de sortie : 2017.

## Les extraits de l'album
- Pour te retrouver / Le vieil homme et la mer.
- Fragile / Okinawa.
- Partir / Le dieu de Murphy.
- Le tam-tam du vent (nouvelle version réenregistrée en juin 1989) / Okinawa.
- Maxi 45 tours : Pour te retrouver / Pour te retrouver (uniquement en promo).
- Maxi 45 tours :Fragile / Fragile (uniquement en promo).
- Maxi 45 tours :Partir (remix) / Le dieu de Murphy / Partir.
- Maxi 45 tours :Le tam-tam du vent (remix) / Okinawa / Le tam-tam du vent.